# Lista de agências da Nigéria
A sequência é uma lista de agências no governo da Nigéria.

## Agricultura
- Cocoa Research Institute of Nigeria, (CRIN)
- National Agricultural Extension, Research and Liaison Services (NAERLS)
- National Veterinary Research Institute (NVRI)
- Nigerian Agricultural Insurance Corporation (NAIC)
- National Root Crops Research Institute (NCRI)[1]
- Agricultural Research Council of Nigeria
- Nigerian Institute for Oceanography and Marine Research
- Nigerian Institute for Oil Palm Research (NIFOR)
- Nigeria Agricultural Quarantine Service (NAQS)
- National Horticultural Research Institute (NIHORT)

## Comunicação e mídia
- Nigerian Communications Commission (NCC)
- National Information Technology Development Agency (NITDA)
- Nigerian Television Authority (NTA)
- News Agency of Nigeria (NAN)
- Federal Radio Corporation of Nigeria (FRCN)
- Nigerian Broadcasting Commission (NBC)

## Econômica
- Banco Central da Nigéria (CBN)[2]
- Niger Delta Development Commission (NDDC)
- Bureau of Public Enterprises (BPE)
- National Council on Privatisation (NCP)
- Corporate Affairs Commission (CAC)
- Nigeria Investment Promotion Commission (NIPC)
- Federal Inland Revenue Service (FIRS)

## Energia
- Power Holding Company of Nigeria (PHCN)
- Nigerian National Petroleum Corporation (NNPC)[3]
- Department of Petroleum Resources (DPR)
- Ministry of Power and Steel

## Inteligência
- State Security Service (SSS)
- National Intelligence Agency (NIA)
- Defence Intelligence Agency (DIA)

## Aplicação da lei
- Nigeria Police
- Economic and Financial Crimes Commission (EFCC)
- National Drug Law Enforcement Agency (NDLEA)
- Nigerian Copyright Commission  (NCC)
- Independent Corrupt Practices Commission (ICPC)

## Outras
- Comissão Nacional Eleitoral Independente (INEC)
- National Agency for Food and Drug Administration and Control (NAFDAC)
- National Sports Commission (NSC)
- National Planning Commission (NPC)
- National Orientation Agency (NOA)
- Federal Aviation Authority of Nigeria (FAAN)
- Federal Housing Authority (FHA)
- National Bureau of Statistics (NBS)
- Federal Environmental Protection Agency (FEPA)
- Nigerian Agricultural and Rural Development Bank (NARDP)
- National Agricultural Extension, Research and Liaison Services (NAERLS)
- Nigeria Maritime Administration and Safety Agency (NIMASA)
- National Emergency Management Agency (NEMA)
- National Water Resources Institute (NWRI)
- National Centre for Remote Sensing, Jos (NCRS)